# Orakel von Delphi

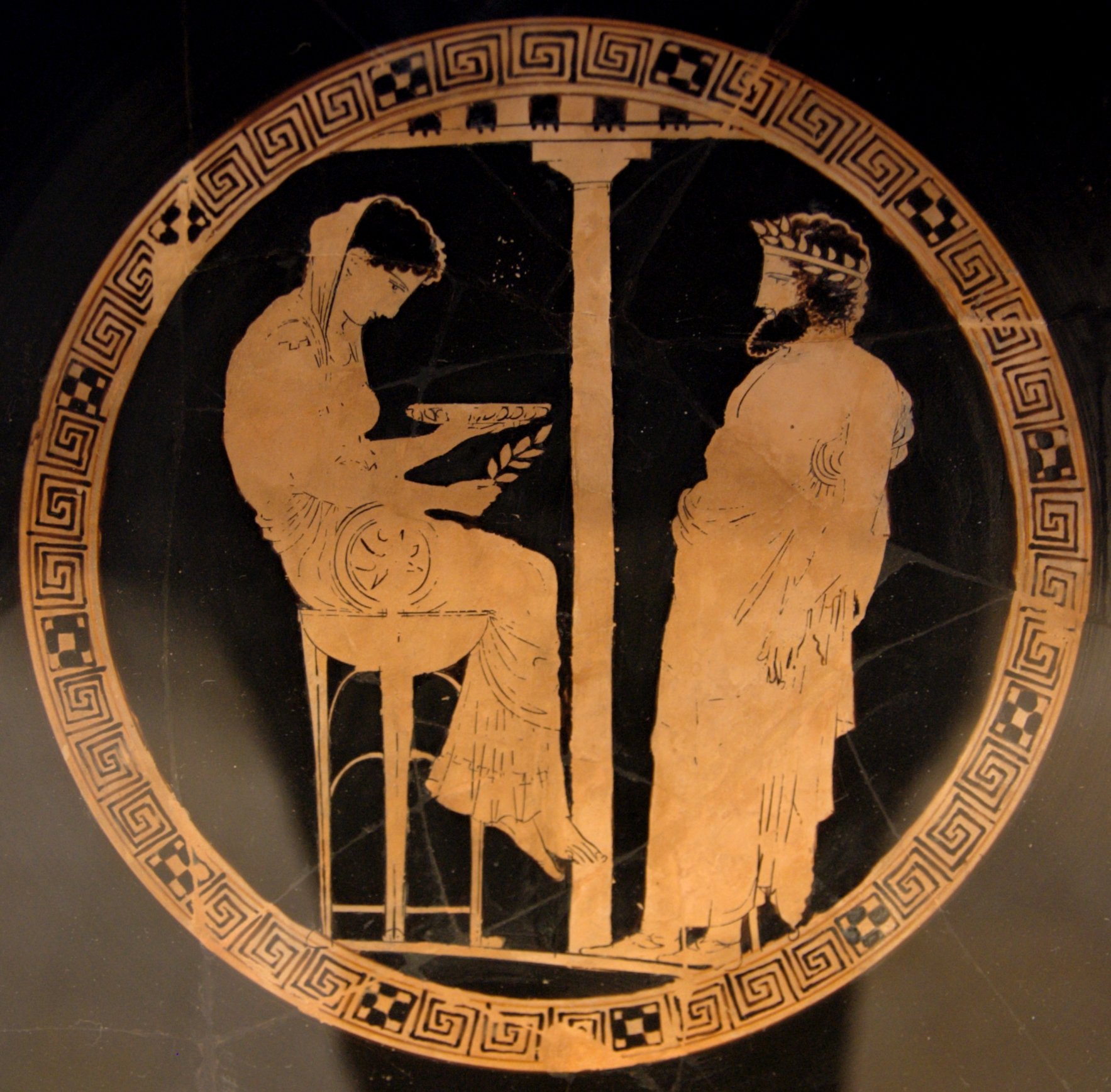
Themis in der Rolle der Pythia prophezeit dem Aigeus einen Sohn. Attisch-rotfigurige Kylix des Kodros-Malers, um 435 v. Chr., gefunden in Vulci, heute in der Antikensammlung Berlin.

Das Orakel von Delphi war eine Weissagungsstätte des antiken Griechenlands. Sie befand sich am Hang des Parnass bei der Stadt Delphi in der Landschaft Phokis. Die Kultstätte von Delphi mit dem Orakel war die wichtigste der hellenischen Welt und bestand bis in die Spätantike. Delphi galt lange Zeit sogar als Mittelpunkt der Welt, der symbolisch durch den Omphalos markiert wurde.

## Mythologie

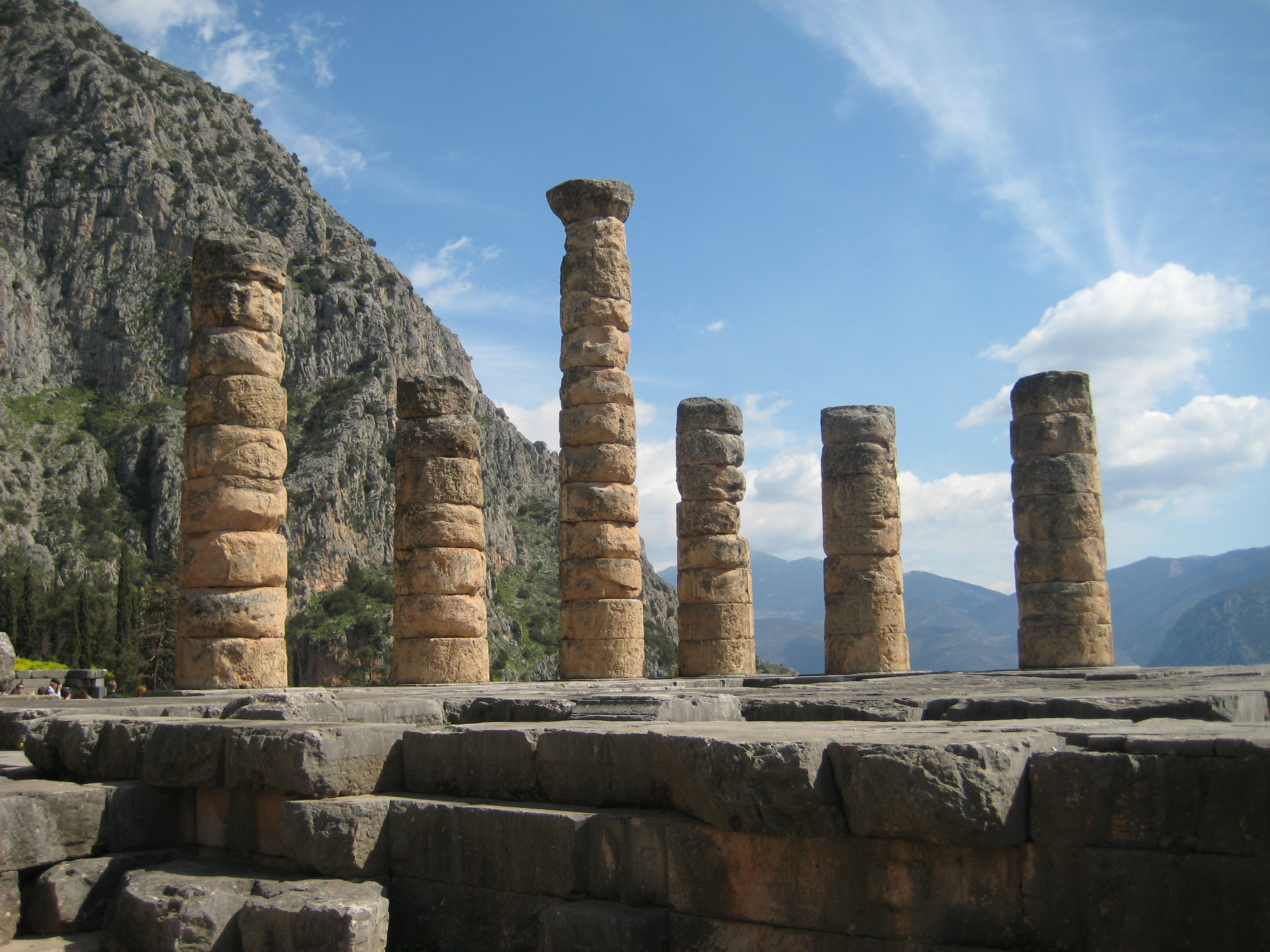
Tempel des Apollon in Delphi

Dem Mythos zufolge ließ Zeus zwei Adler von je einem Ende der Welt fliegen, die sich in Delphi trafen. Seither galt dieser Ort als Mittelpunkt der Welt.
Die Erdmutter Gaia vereinigte sich mit dem Schlamm, der nach dem Ende des Goldenen Zeitalters von der Welt übrig blieb, und gebar die geflügelte Schlange Python (oft auch als „Drache“ bezeichnet). Python hatte hellseherische Fähigkeiten und lebte an dem Ort, der später Delphi heißen sollte. Nach verschiedenen Varianten der Sage war Python weiblich oder männlich.
Hera, die Frau des Zeus, war eine Enkelin Gaias. Gaia prophezeite ihrer eifersüchtigen Enkelin, dass Leto, ihre Nebenbuhlerin und eine der Geliebten des Zeus, dereinst Zwillinge gebären würde, die größer und stärker als alle ihre Kinder sein würden. So schickte sie Python los, um Leto zu verschlingen, noch bevor diese ihre Kinder zur Welt bringen konnte. Diese Intrige wurde von Zeus verhindert, und Leto gebar Artemis und Apollon.

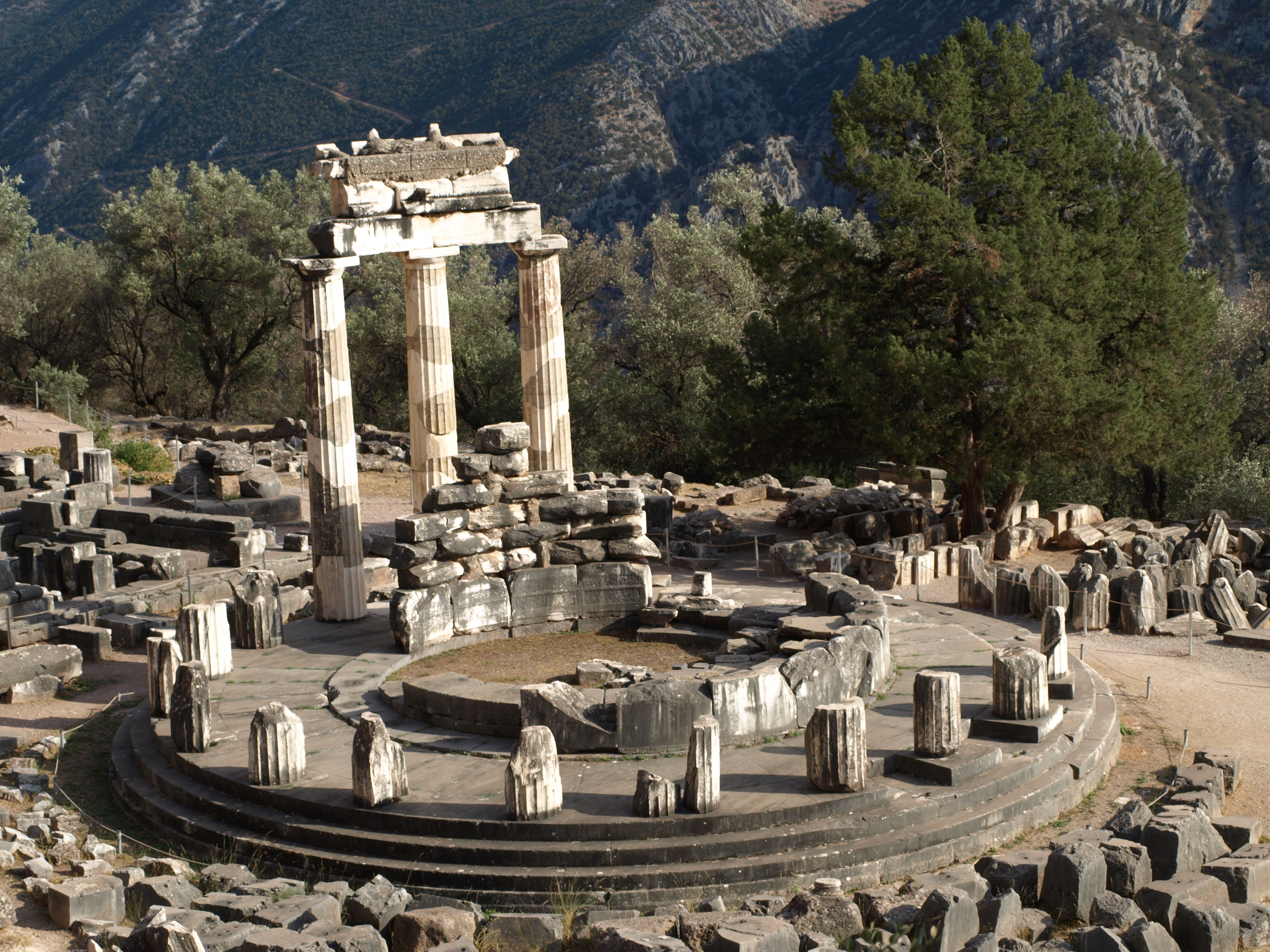
Tholos im Heiligtum der Athena Pronaia in Delphi

Eine der ersten Taten Apollons war die Rache an Python für den Anschlag auf seine Mutter. Er stellte sich gegen Python bei Delphi und tötete den Drachen. Durch das vergossene Blut Pythons übertrugen sich dessen hellseherische Fähigkeiten auf den Ort. So wurde Delphi der Kontrolle Gaias entrissen und befand sich fortan unter dem Schutze Apollons.

## Geschichte
Der Kult in Delphi, das bis zum 5. Jahrhundert v. Chr. Pytho hieß, galt laut mythologischem Bericht zunächst der Erdgöttin Gaia und erst später dem Apollon, genauer dem Apollon Pythios. Der genaue Zeitpunkt der Übernahme des Heiligtums durch Apollon ist nicht mehr feststellbar, doch bereits bei Homer wird von einem Apollonkult in Delphi gesprochen. Funde zeigen einen Aufstieg des Heiligtums ab dem 8. Jahrhundert v. Chr.
Auf die kultische Verehrung der Gaia ist es möglicherweise zurückzuführen, dass Apollon nicht durch einen Priester, sondern durch die Pythia sprach. Diese saß auf einem Dreifuß über einer Erdspalte. Der Überlieferung nach stiegen aus dieser Erdspalte Dämpfe, die die Pythia in einen Trancezustand versetzten. Erste Pythia soll Phemonoe, Tochter Apollons oder seines Sohnes Delphos, gewesen sein. Das Ende des Delphischen Orakels kam durch den christlichen Kaiser Theodosius I., der 391 n. Chr. alle Orakelstätten durch ein Edikt aufhob.

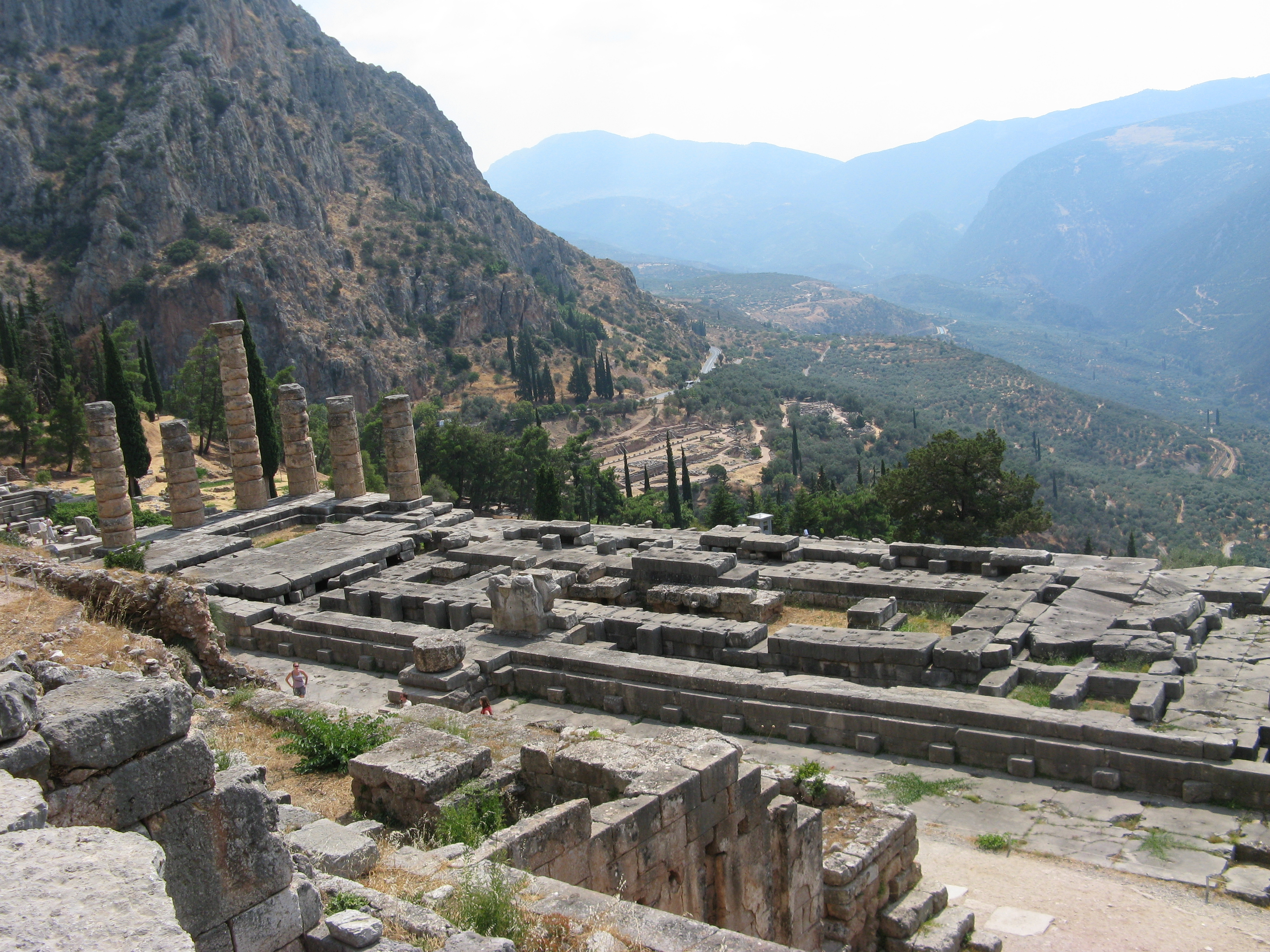
Hauptheiligtum für Apollon in Delphi

## Ablauf der Orakelbefragung
Das Orakel von Delphi gab zunächst nur einmal im Jahr am Geburtstag des Apollon Auskunft, dem siebten Tag des Monats Bysios, später am siebten Tag jedes Monats im Sommer. Im Winter legte es für drei Monate eine Pause ein. Nach griechischer Vorstellung hielt sich der Gott in dieser Zeit bei den Hyperboreern auf, einem sagenumwobenen Volk im Norden. Das Orakel wurde währenddessen von Dionysos regiert.
Bevor das Orakel sprach, bedurfte es eines Omens: Ein Oberpriester besprengte eine junge Ziege mit eiskaltem Wasser. Blieb sie ruhig, fiel das Orakel für diesen Tag aus, und die Ratsuchenden mussten einen Monat später wiederkommen. Zuckte die Ziege zusammen, wurde sie als Opfertier geschlachtet und auf dem Altar verbrannt. Nun konnten die Weissagungen beginnen: Begleitet von zwei Priestern begab sich die Pythia zur heiligen Quelle Kastalia, wo sie nackt ein Bad nahm, um kultisch rein zu sein. Aus einer zweiten Quelle, der Kassotis, trank sie dann einige Schlucke des heiligen Wassers. Begleitet von zwei Oberpriestern und den Mitgliedern des Fünfmännerrates ging die Pythia anschließend in den Apollontempel. Sie wurde nun vor den Altar der Hestia geführt, wo – nach einigen Theorien – aus einer Erdspalte die berauschenden Dämpfe aufstiegen, so dass sie ihre Weissagungen in einer Art Trance gemacht hätte.
Umstritten ist, wieweit die Aussagen der Pythia von den Priestern interpretiert und formuliert wurden und inwieweit diese auch von Informanten gewonnene Erkenntnisse in ihre Deutung miteinbezogen. Joseph Fontenrose kam zu dem Ergebnis, dass die Pythia direkt zu den Fragestellern gesprochen hat. Allerdings wurden nur die begüterten Klienten individuell beraten und bekamen ausführliche, wenn auch oft rätselhafte Antworten. Die Ärmeren mussten mit einem Binärorakel (Ja-Nein-Orakel) vorliebnehmen. Sie durften deshalb auch nur solche Fragen stellen, die sich mit Ja oder Nein beantworten ließen. Die Pythia griff dann in einen Behälter mit weißen und schwarzen Bohnen und nahm eine von ihnen heraus: Weiß bedeutete Ja, schwarz Nein.
Die Delphier vergaben ein Vorrecht auf die Befragung des Orakels, die Promanteia. Sie wurde zuerst an Städte, zu einem späteren Zeitpunkt auch an Einzelpersonen vergeben.

## Erklärungsansätze
Frühere geologische Untersuchungen ließen es zunächst zweifelhaft erscheinen, dass in Delphi echte Gase aus einer Erdspalte austraten. Es wurde daher angenommen, dass der Mythos aus einem spirituellen Hauch physikalische Gase gemacht habe. 2001 publizierte Forschungen des amerikanischen Geologen Jelle de Boer konnten aber nach umfangreichen Laboranalysen belegen, dass das in Delphi austretende Gas Ethylen die Trance der Priesterin bewirkt haben könnte.
Italienische Geologen um Giuseppe Etiope widersprachen jedoch 2006 de Boers These, da nach ihren Ergebnissen das Ethylen keine neurotoxischen Konzentrationen erreicht haben könne. Nach ihrer Ansicht erklärt sich die Trance der Priesterin durch den hohen Methan- und Kohlendioxid-Anteil der aus dem Gestein aufsteigenden Gase; dieser habe bei der Pythia zu einem Sauerstoffmangel und zu Halluzinationen geführt. De Boer hält jedoch weiter an seiner These fest. Dass heute in Delphi keine großen Ethylenkonzentrationen mehr erreicht werden, erklärt er damit, dass sich die Austrittswege durch Erdverschiebung oder Versinterung geschlossen hätten.
Unstreitig ist festzuhalten, dass Delphi als eines der größten panhellenischen Heiligtümer regelmäßig Reisende aus dem gesamten Mittelmeerraum empfing. Anfragen an das Orakel, die beispielsweise von Seiten einer Polis oder eines Oikistes kommen konnten, enthüllten deren vertrauliche politischen Absichten oder konnten Aufschluss geben über Koloniepläne. Die delphische Priesterschaft verfügte damit wie kaum eine andere Personengruppe über Informationen, konnte dazwischen Zusammenhänge herstellen und sicherlich auch auf diese Weise Vorhersagen treffen, die durch Trancezustände allein nicht zu erklären sind.

## Berühmte delphische Orakelsprüche
Nachfolgend sind die berühmtesten (angeblich) delphischen Orakelsprüche zusammengestellt. Da das Orakel von Delphi bereits in der Antike sagenumwoben war, werden einige seiner Weissagungen (und zwar gerade die bekanntesten) in der modernen Geschichtswissenschaft als legendarisch bzw. unecht (fiktiv) beurteilt. Dies gilt insbesondere für all jene Sprüche, die über ein bloßes „Ja“ und „Nein“ hinausgegangen sein sollen. Im Anschluss an die einzelnen berühmten Orakel wird hier ihre Quelle, ihre historische Beurteilung sowie die Belegstelle im maßgeblichen Werk von Joseph Fontenrose (1978) genannt: Sie alle gelten in der heutigen Forschung als eindeutig oder zumindest höchstwahrscheinlich frei erfunden.

### Ödipus
Einer bekannten attischen Version des Mythos zufolge prophezeite das Orakel von Delphi dem König von Theben, Laios, dass sein Sohn ihn dereinst töten und seine Frau heiraten werde. Darauf ließ er dem Neugeborenen die Füße durchstechen und zusammenbinden und ihn von einem Hirten im Gebirge aussetzen. Doch der Hirte übergab das verstoßene Kind dem Königspaar von Korinth, welches es adoptierte und nach seinen geschwollenen Füßen Ödipus nannte. So wuchs Ödipus in Korinth auf, ohne von seiner Herkunft zu wissen. Als ihm ein Orakel verkündete, dass er seinen Vater töten werde, verließ er aus Sorge um seinen vermeintlich biologischen Vater Korinth und machte sich auf den Weg nach Theben.
Unterwegs begegnete er an einer Wegekreuzung dem mit kleinem Gefolge reisenden Laios; dieser hielt Ödipus für einen Räuber und wollte ihn nicht durchlassen, woraufhin Ödipus ihn und die meisten seiner Gefolgsleute erschlug. Somit erfüllte sich eine der zwei Prophezeiungen. Anschließend gelang es Ödipus, das Rätsel der Sphinx zu lösen und so Theben von der Sphinx zu befreien. Zur Belohnung wurde er als Nachfolger des Laios zum König von Theben ernannt und bekam Iokaste, seine Mutter, zur Frau. Somit erfüllte sich die zweite Prophezeiung.
Von ihrer Verwandtschaft nicht wissend, hatten die beiden in der Folgezeit vier Kinder miteinander. Als nach einigen glücklichen Jahren in Theben eine Seuche ausbrach, verkündete das Orakel von Delphi, der Mörder des Laios müsse gefunden werden. Ödipus untersuchte den Fall und fand heraus, dass er selbst der gesuchte Mörder war und seine eigene Mutter geheiratet hatte. Darauf erhängte sich Iokaste und Ödipus blendete sich.
Quelle: Zahlreiche antike Zeugnisse, z. B. Sophokles, Oidipus Tyrannos.

Historische Beurteilung: Legendarisch.

### Gyges
Der lydische König Gyges von Sardes ließ sich vom Orakel von Delphi seine Herrschaft bestätigen, nachdem er um 685 v. Chr. seinen Vorgänger Kandaules ermordet hatte. Dafür bedankte sich Gyges mit großzügigen Goldgeschenken für das Orakel. Doch laut Herodot soll ihm die Pythia auch gesagt haben, dass Kandaules in der fünften Generation nach ihm, Gyges, gerächt werde. So geschah es tatsächlich, denn der fünfte König nach Gyges in seiner so genannten Mermnaden-Dynastie, Krösus mit Namen, war der zugleich letzte: denn Krösus verspielte seine Herrschaft mit seinem gescheiterten Perserfeldzug (siehe dazu den nächsten Abschnitt „Krösus“).
Quelle: Herodot, Historien 1, 13, 2.

Historische Beurteilung: Unecht; die genaue Zahl der herrschenden Generationen in der Familie des Gyges wäre wohl kaum vorhersehbar gewesen.
Außerdem soll sich der sehr reiche Gyges für den glücklichsten Menschen der Welt gehalten haben. Dies konnte ihm das Orakel von Delphi auf Nachfrage jedoch nicht bestätigen, sondern antwortete, dass Agelaos, ein unbekannter und armer Dorfbewohner in Psophis, viel glücklicher sei.
Quelle: Plinius der Ältere, Naturalis historia 7, 46, 151.

Historische Beurteilung: Unecht.

### Krösus
Krösus, der sprichwörtlich reiche letzte König von Lydien, wollte die Zuverlässigkeit von sieben Orakeln prüfen (neben Delphi z. B. das Orakel von Dodona oder von Siwa). Boten sollten am hundertsten Tag nach ihrer Abreise jedes der Orakel befragen, was Krösus gerade tue. Wie Herodot berichtet, gab nur die Pythia die richtige Antwort, und das auch noch wie zumeist in einem wohlgesetzten Vers im Hexameter, in der entsprechenden Übersetzung wie folgt:
„Duft von Schildkröte ward mir bewusst, dem gepanzerten Tiere,/Die in ehernem Kessel gekocht wird, und Stücke von Lammfleisch,/Erz ist darunter gelegt, und Erz wird ruh'n auf dem Kessel.“
Tatsächlich hatte Krösus, um etwas schwer Vorhersehbares zu tun, an diesem Tag ein Lamm und eine Schildkröte in einem abgedeckten metallenen Gefäß gekocht.
Quelle: Herodot, Historien 1, 47, 3.

Historische Beurteilung: Unecht; Delphi zu testen hätte zugleich Apollo selbst herauszufordern bedeutet, und dies hätte wohl kein antiker Grieche bzw. Lyder gewagt.
Übel hereingefallen ist Krösus dann allerdings mit dem Orakel, das er ersuchte, bevor er 546 v. Chr. gegen den Perserkönig Kyros II. aufbrach, und das als griechischer Hexameter lautete: Κροῖσος Ἅλυν διαβὰς μεγάλην ἀρχὴν καταλύσει (Kroisos Halyn diabas megalēn archēn katalysei), oder in lateinischer Übersetzung: Croesus Halyn penetrans magnam pervertet opum vim, in deutscher Prosa: Wenn Krösus den Halys (heute: Kizilirmak) überschreitet, wird er ein großes Reich zerstören. Krösus bezog diese Weissagung auf das Perserreich, gemeint war aber sein eigenes.
Quelle: Herodot, Historien 1, 53, 3 (indirekt); Aristoteles, Rhetorik 1407a (als Hexameter) u. a.; lateinische Übersetzung: Cicero, De divinatione 2, 56, 115.

Historische Beurteilung: Unecht. Die Anrede des Fragestellers (Krösus) in der dritten Person statt in direkter Du-Form ist für Delphi ungewöhnlich. Außerdem verrät der Spruch Wissen, das man nur im Nachhinein haben konnte, denn der Perserfeldzug des Krösus hätte auch enden können, ohne eines der beiden Reiche zu zerstören.

### Brutus
Der letzte römische König Tarquinius Superbus soll 509 v. Chr. seine Söhne Titus und Arruns zusammen mit Lucius Iunius Brutus als Begleiter zum Orakel von Delphi geschickt haben. Als sie dort fragten, an wen die Herrschaft über Rom fallen werde, antwortete eine Stimme aus der Tiefe der Höhle: „An den von euch, ihr jungen Männer, der als erster der Mutter einen Kuss geben wird.“ Die Brüder Titus und Arruns wollten nun auslosen, wer von ihnen in Rom zuerst die Mutter küssen dürfe, aber Brutus fasste das Orakel anders auf, und – indem er so tat, als sei er ausgerutscht und hingefallen – gab er dem Erdboden einen Kuss, weil die Erde die gemeinsame Mutter aller Sterblichen sei. Darauf soll Brutus die Vertreibung des Königs Tarquinius Superbus gelungen und er selbst erster Konsul der römischen Republik geworden sein.
Quelle: Titus Livius, Ab urbe condita liber I,56.
Historische Beurteilung: Legendarisch, da ohnehin nicht einmal die Existenz des Lucius Iunius Brutus erwiesen ist. Dass Livius die Stimme der Seherin aus einer Höhle ertönen lässt, passt außerdem nicht zu Delphi, sondern ist eine Verwechslung mit dem Orakel von Cumae, denn dort saß die weissagende Sibylle tatsächlich in einer Höhle.

### Themistokles

Das Schatzhaus der Athener in Delphi

Die Athener erhielten 480 v. Chr. vom Delphischen Orakel die Weisung, ihre Stadt zu verlassen und mit hölzernen Mauern zu verteidigen. Themistokles deutete dies richtig auf Schiffe und konnte so die Perser in der Seeschlacht von Salamis besiegen.
Quelle: Herodot, Historien 7, 141, 3-4 u. a.

Historische Beurteilung: Höchst zweifelhaft, zumindest in der bei Herodot überlieferten, auffällig langen Form.

### Chairephon/Sokrates
Berühmt ist auch die Antwort, die der Athener Chairephon auf die Frage erhielt, ob es einen weiseren Menschen als Sokrates gebe. Das delphische Orakel entschied, dass kein Mensch weiser als Sokrates sei. Dieser erklärte diese Antwort damit, dass er sich stets bewusst sei, dass er sich nichts wirklich gewiss sei, und genau dies sei die Voraussetzung für die Erlangung von Weisheit. Viele nennen deshalb Sokrates neben den Sieben Weisen als achten Weisen von Delphi.
Quelle: Platon, Apologie des Sokrates 21a-c; Xenophon, Apologie des Sokrates 14 u. a.

Historische Beurteilung: Von vielen Wissenschaftlern als fromme Fiktion der sokratischen Schule angezweifelt.

### Alexander der Große
Alexander der Große soll 335 v. Chr. in Delphi im Hinblick auf seinen geplanten Perserfeldzug um Rat gebeten haben, doch Pythia vertröstete ihn: Das Orakel finde nur zu den von den Göttern bestimmten Zeiten statt. Wütend und unwillig zu warten, soll er Pythia mit Gewalt an den Haaren in den Tempel gezerrt haben. Daraufhin soll sie lediglich gerufen haben: „Lass ab von mir, du bist doch unüberwindlich, Junge!“ Darauf soll Alexander gesagt haben: „Jetzt habe ich meine Antwort!“, und die Pythia losgelassen haben.
Quelle: Plutarch, Alexandervita 14,4; Diodor, Bibliotheke 17,93,4 u. a.

Historische Beurteilung: Legendarisch. Die Anrede Alexanders mit dem griechischen Vokativ „pai“ (Junge, Jüngling, Sohn) verweist auf eine ältere Fassung der Legende, nach der Alexander von Zeus bzw. Amun in einem Orakelspruch von Siwa als sein Sohn bezeichnet wurde.

### Pyrrhos
Pyrrhos konnte die Römer 280/279 v. Chr. zweimal nur unter sehr großen eigenen Verlusten besiegen (daher der sprichwörtliche Pyrrhussieg). Vor dieser Unternehmung soll er das delphische Orakel um Rat gefragt und folgende doppeldeutige lateinische Hexameter von der Pythia erhalten haben:
„Aio te, Æacida, Romanos vincere posse. / Ibis redibis nunquam per bella peribis.“
Pyrrhus deutete dies (die nachfolgende deutsche Übersetzung in Prosa):
„Ich sage, Aeacide (Nachkomme des Aiakos, des Großvaters des Achilles), du kannst die Römer besiegen. Du wirst gehen und zurückkehren und niemals in Kriegen umkommen.“
Grammatisch können die Sätze jedoch auch bedeuten (doppeldeutiger Subjekts- bzw. Objektsakkusativ im AcI, doppeldeutige Stellung von nunquam):
„Ich sage, dass die Römer dich, Aeacide, besiegen können. Du wirst gehen und niemals zurückkehren; in Kriegen wirst du umkommen.“
Und so trat es ein. Pyrrhus musste sich aus Italien zurückziehen und fiel 272 v. Chr. im Straßenkampf in Argos.
Quelle: Cicero, De divinatione 2,56,116 nach Ennius.

Historische Beurteilung: Zweifellos unecht. Die lateinischen Verse wurden erst von Ennius gedichtet, ein griechisches Original ist nirgends überliefert, obwohl das Orakel von Delphi nur griechische Antworten gab. Offenbar wollte Ennius für Pyrrhus ein Orakel erfinden, das in seiner Zwiespältigkeit dem (oben geschilderten) Orakel für Krösus entsprach.

### Die Spende des armen Bauern
Mit dem Orakel von Delphi verbindet sich auch eine Geschichte, die der biblischen Geschichte vom „Scherflein der Witwe“ (Mk 12,41–44) inhaltlich verwandt ist: Ein reicher Kaufmann aus Magnesia (Thessalien) wollte wissen, ob er die größten Opferspenden dargebracht habe, und erfuhr, dass der arme Bauer Klearchos aus Methydrion in Arkadien durch seine regelmäßigen bescheidenen Gaben weit Größeres geleistet habe.
Quelle: Theopomp, Fragment 314.

Historische Beurteilung: Legendarisch.

### Julian
Das letzte Orakel erteilte die Pythia angeblich 362 n. Chr. dem Arzt Oreibasios, der es im Auftrag des heidnischen Kaisers Julian aufsuchte. Er wollte wissen, ob das Orakel in einer sich dem Christentum zuwendenden Welt noch Zukunft habe, worauf Pythia geantwortet haben soll:
„Künde dem Kaiser, das schöngefügte Haus ist gefallen. Phoibos Apollon besitzt keine Zuflucht mehr, der heilige Lorbeer verwelkt, seine Quellen schweigen für immer, verstummt ist das Murmeln des Wassers.“
Quelle: Philostorgios, Kirchengeschichte.

Historische Beurteilung: Unecht, christliche Fiktion. Eine solche Bankrotterklärung hätte sich das Orakel von Delphi schwerlich selbst ausgestellt, solange es noch existierte. Überdies gibt es Hinweise darauf, dass das Orakel noch eine Weile nach Julian fortbestand.

## Philosophie

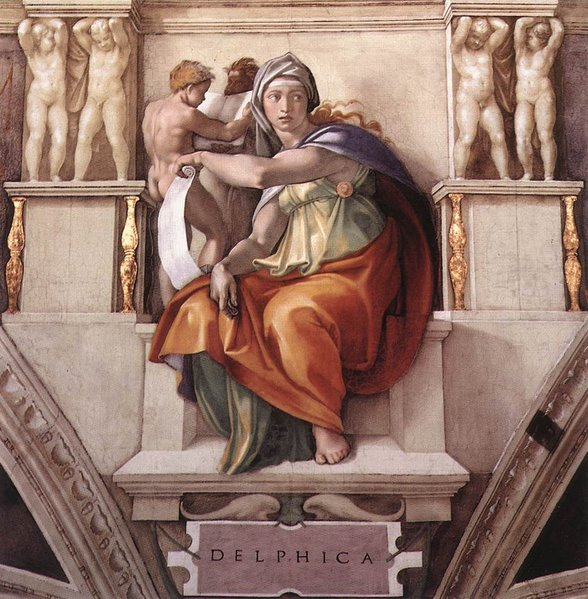
Delphische Sibylle (Ausschnitt aus einem Fresko von Michelangelo in der Sixtinischen Kapelle, 1510)

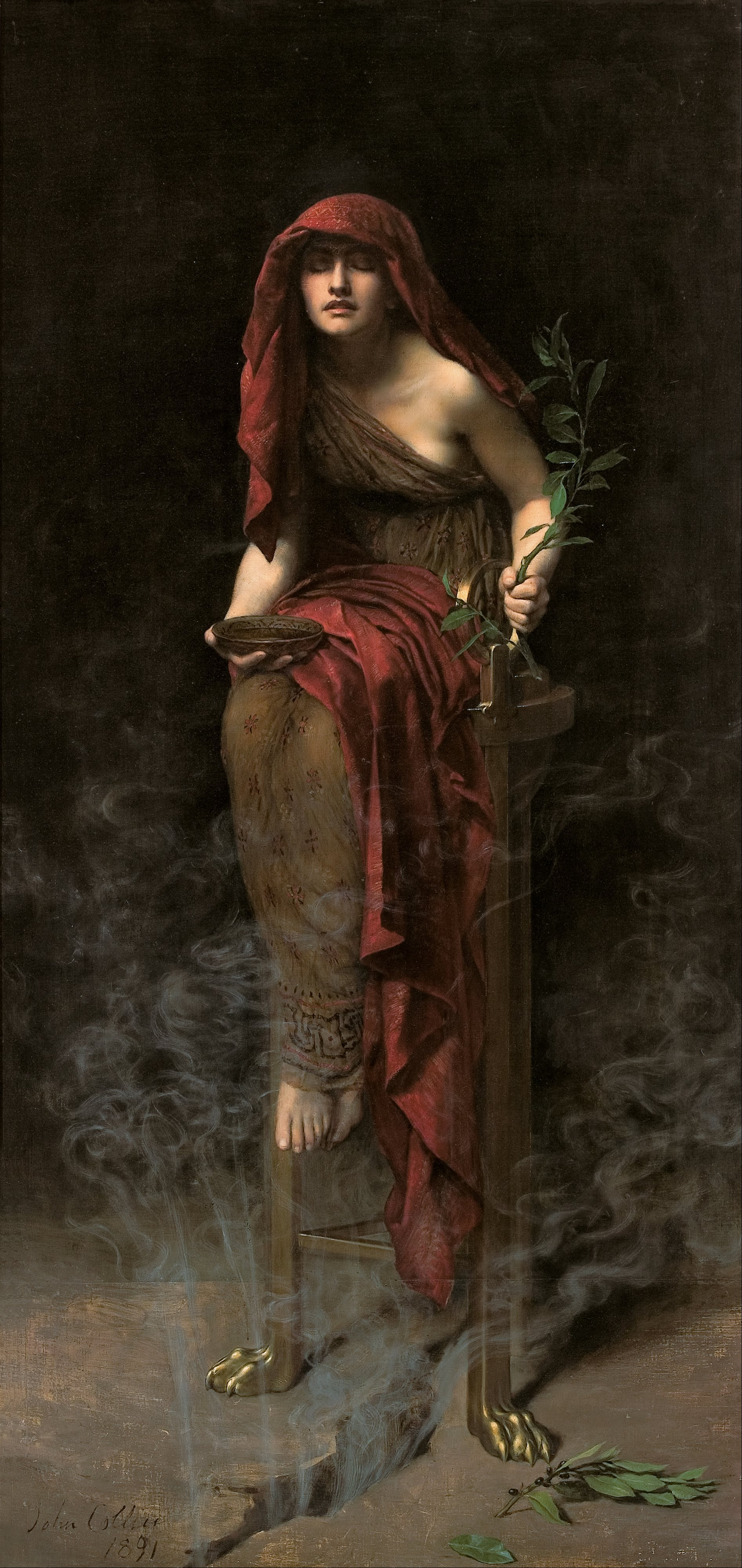
Priestess of Delphi von John Collier (1891)

Der Überlieferung zufolge sollen am Eingang des Tempels von Delphi die Inschriften „Erkenne dich selbst“ (gnôthi seautón, γνῶθι σεαυτόν) und „nichts im Übermaß“ (μηδὲν ἄγαν, medèn ágan) angebracht gewesen sein. Insbesondere die erste, bekanntere Aufforderung deutet die eigentliche Absicht des Kultes bzw. der verehrten Gottheit an, nämlich die Auflösung individueller Probleme und Fragestellungen durch die Auseinandersetzung mit der eigenen inneren Persönlichkeit. Die Erkenntnis der „Innenwelt“ diente damit als Zugang zur Problemlösung in der „Außenwelt“.
Die zweite Inschrift (medèn ágan, „Nichts im Übermaß“, „Alles in Maßen“) mahnt zur Bescheidenheit im eigenen Tun. Das rechte Maß steht für eine Grundfigur antiken griechischen Denkens, die neben der platonischen Seinslehre bis zur aristotelischen Tugendethik auch die Musik, die Mathematik, Medizin und viele andere gesellschaftlichen Bereiche erfasste.
Die Existenz dieser Inschriften ist nicht durch archäologische Funde, sondern aus schriftlichen Überlieferungen bekannt. So lässt z. B. Platon im Phaidros und vor allem im Symposion den griechischen Philosophen Sokrates über die Bedeutung dieser Inschriften referieren.
Weit weniger bekannt ist, dass nach einer Überlieferung des Charmides sowie dem etwa 500 Jahre jüngeren Bericht Plutarchs zu diesen beiden Weisheiten noch eine dritte, „Du bist“ (eî), gehört. Inwieweit diese das Portal zierte, ist ungewiss. Nach Plutarchs Erzählung war sie vermutlich eher eine gesprochene Antwort der Besucher des Tempels auf die Inschriften. Durch ihre später gewonnene Bedeutung kann sie jedoch legitim als „dritte apollonische Weisheit“ gelten.
Während später der selbstreflexive Teil von „gnôthi seautón“ in den Vordergrund trat, war gnôthi seautón im Ursprung möglicherweise als Begrüßungswort des Apollon an die Besucher gedacht. Plutarch schreibt dazu: „Beim Eintreten spricht der Gott sozusagen jeden von uns mit seinem ,Erkenne dich selbst‘ an, was zumindest so gut ist wie ,Heil!‘.“ Als Antwort darauf erwiderte der Besucher dem Gott „Du bist“:
„Wir antworten dem Gott mit ,eî‘ [„Du bist“], indem wir ihm die Benennung übertragen, die wahr ist und in sich keine Lüge birgt und zu ihm allein gehört und zu keinem anderen, nämlich die des Seins […]“
Somit richtete sich „Du bist“ ursprünglich nicht an einen selbst, war also im Ursprung kein Bestandteil einer Selbstreflexion, sondern vielmehr einer Huldigung, die dem Gott Apollon, beziehungsweise der Göttlichkeit im Allgemeinen galt. Erst später wurde der Ausspruch als Ausdruck der Erkenntnis und Anerkenntnis der eigenen Existenz des Gläubigen umgedeutet.
Diese und andere Weisheiten, die in Delphi durch Architektur und Ritual gelehrt und gelebt wurden, waren in der ganzen antiken Welt berühmt. Um 200 v. Chr. reiste so ein gewisser Kletarchos aus dem heutigen Afghanistan (siehe Ai Khanoum) bis nach Delphi, um dort Abschriften von den Sprüchen zu machen und dann in seine Heimatstadt zu bringen, wo er sie inschriftlich verewigen ließ.